# Szeremle
Szeremle je vas na Madžarskem, ki upravno spada pod podregijo Bajai Županije Bács-Kiskun.